# Archie Madekwe
Archie Uchena Madekwe (Lambeth, Londres; 10 de febrero de 1995) es un actor británico. Fue nombrado Screen International Stars of Tomorrow en  2017. En televisión, es conocido por su papel en la serie See de Apple TV+ (2019-2022) y su papel de Jann Mardenborough en Gran Turismo (2023).

## Biografía
Archie Madekwe nació el 10 de febrero de 1995 en Lambeth un barrio en el municipio homónimo (London Borough of Lambeth) en el sur de Londres, históricamente en el condado de Surrey. Sus padres se divorciaron cuando él era muy joven. Su prima Ashley Madekwe (quien también es actriz) lo inspiró para dedicarse a la actuación y por eso comenzó a asistir a la BRIT School para las Artes Escénicas y la Tecnología en Croydon. También asistió al National Youth Theatre. Comenzó sus estudios en la London Academy of Music and Dramatic Art (LAMDA), pero los dejó cuando fue elegido para inirse al elenco de la obra de teatro La cabra o ¿quién es Sylvia? en 2017.
Hizo su debut televisivo en 2014 con una aparición especial en un episodio del drama médico Casualty de la BBC. Luego interpretó a Luca en dos episodios de la comedia dramática Fresh Meat del Channel 4 en el 2016. En 2017, hizo su debut en el West End londinense en la obra de teatro La cabra o ¿quién es Sylvia? en el Theatre Royal Haymarket junto a los actores Damian Lewis y Sophie Okonedo. Al año siguiente, consiguió su primer papel cinematográfico importante al dar vida a Luke en la película Alcanzando tu sueño. También apareció en la comedia Hang Ups de Channel 4 donde interpretó el personaje de Jackson Bailey durante tres episodios.
En 2019, Madekwe comenzó a interpretar a Kofun en la serie de ciencia ficción See de Apple TV+, posteriormente interpretó a Courfeyrac en la adaptación de BBC One de Les Misérables y actuó como Simón en la película de terror Midsommar del director Ari Aster. En 2021, tuvo un pequeño papel en la película Voyagers y prestó su voz a Sedgwick en el capítulo Ice de la serie de antología animada de Netflix Love, Death & Robots.
En 2023 protagonizó la película deportiva Gran Turismo de Neill Blomkamp. También apareció en otros papeles como en Agente Stone para Netflix y Saltburn de Emerald Fennell para Amazon Prime.

## Filmografía

### Cine
| Año  | Título         | Papel              | Notas                 | Ref.          |
| ---- | -------------- | ------------------ | --------------------- | ------------- |
| 2015 | Legacy         | Chico              | Sin acreditar         |               |
| 2018 | Teen Spirit    | Luke               |                       | [ 21 ]        |
| 2019 | Midsommar      | Simón              |                       | [ 15 ]        |
| 2021 | Voyagers       | Kai                |                       |               |
| 2023 | Gran Turismo   | Jann Mardenborough |                       | [ 18 ] [ 22 ] |
| 2023 | Agente Stone   | Ivo                | Película para Netflix | [ 23 ]        |
| 2023 | Saltburn       | Farleigh           | Película para Amazon  | [ 20 ]        |
| 2023 | Beau Is Afraid | Hombre riendo      |                       |               |
| 2025 | Lurker         | Oliver             |                       | [ 24 ]        |

### Televisión
| Año       | Título               | Papel          | Notas                           | Ref.  |
| --------- | -------------------- | -------------- | ------------------------------- | ----- |
| 2014      | Casualty             | Benjamin Masón | Episodio: «To Yourself Be True» |       |
| 2016      | Fresh Meat           | Luca           | 2 episodios                     |       |
| 2018      | Hang Ups             | Jackson Bailey | 3 episodios                     |       |
| 2018      | Informer             | Eddy           | Episodio: «The Masterplan»      |       |
| 2019      | Les Misérables       | Courfeyrac     | Miniseries; 3 episodios         |       |
| 2019–2022 | See                  | Kofun          | Papel principal                 | [ 2 ] |
| 2020      | Unprecedented        | Louis          | 1 episodio                      |       |
| 2021      | Love, Death & Robots | Sedgwick (voz) | Episodio «Ice»                  |       |

## Teatro
| Año  | Título                          | Papel   | Teatro                           | Ref.   |
| ---- | ------------------------------- | ------- | -------------------------------- | ------ |
| 2017 | La cabra o ¿quién es Sylvia?    | Billy   | Theatre Royal Haymarket, Londres | [ 25 ] |
| 2023 | Further than the Furthest Thing | Francis | Young Vic, Londres               | [ 26 ] |

## Vídeos musicales
| Año  | Canción       | Artista     | Álbum         | Papel                     | Ref.   |
| ---- | ------------- | ----------- | ------------- | ------------------------- | ------ |
| 2024 | Thrown Around | James Blake | Thrown Around | Gerente de redes sociales | [ 27 ] |